# Малая Садовая (картина А. М. Семёнова)
 «Малая Садовая» — картина русского советского художника Александра Михайловича Семёнова (1922—1984), на которой автор подал вид на Малую Садовую улицу в Ленинграде конца 1970-х годов.

## Сюжет
В створе улицы в картине видно Невский проспект, за ним площадь Островского с Екатерининским сквером и памятником Екатерине II (скульпторы М. А. Микешин, М. А. Чижов, архитекторы В. А. Шретер, Д. И. Гримм). На заднем плане виден величественный фасад Александринского театра (архитектор Карл Росси) с колоннадой, портиком и квадригой Аполлона на аттику главного фасада. Розовый дом с башенкой на углу Малой Садовой (дом 3) и Невского проспекта (дом 54) известен как дом, в котором было фотоателье Карла Буллы.
Слева на противоположной стороне Малой Садовой (дом 8) и Невского (дом 56) видно Дом торгового товарищества «Братья Елисеевы» (архитектор Г. В. Барановский). В 1999 году после завершенной реконструкции улица Малая Садовая была превращена в пешеходную зону. Улицу замостили плиткой, убрав разделение на тротуары и мостовую, построили фонтан — каскад «Вращающаяся пуля», поставили скамейки и осветительные фонари. Таким образом, картина А. Семёнова дает представление о ныне утраченном виде одной из самых красивых улиц Петербурга.

## История
Впервые работа экспонировалась 1987 году на посмертной выставке произведений А. Н. Семёнова в залах Ленинградского союза художников, показанной затем в городах Ленинградской области. В середине 1990-х картина «Малая Садовая» была показана на выставках «Ленинградские художники. Живопись 1950—1980 годов» (1994, Выставочный центр Петербургского Союза художников), «Живопись 1940—1990 годов. Ленинградская школа» (1996, Мемориальный музей Н. А. Некрасова). Петербургские газеты «Невское время», «Смена», освещавшие выставки, поместили в своих статьях репродукции картины «Малая Садовая» Александра Семёнова.
В начале 1980-х репродукция картины «Малая Садовая» была напечатана государственным издательством «Художник РСФСР» для массового распространения в СССР. В 2005 году американская компания Soicher-Marin, Inc. выпустила постер с изображением картины Семенова «Малая Садовая», распространявшийся в США и по всему миру. В 2007 году картина «Малая Садовая» Александра Семенова была воспроизведена в книге «Неизвестный соцреализм. Ленинградская школа». Также она была выбрана издателями для вынесения на суперобложку этого альбома.